# Vojin Dimitrijević
Vojin Dimitrijević (en serbe: Војин Димитријевић) (9 juillet 1932 à Rijeka - 5 octobre 2012 à Belgrade) est un militant des droits humains serbe et expert en droit international.

## Biographie
Il est le fondateur et directeur du Centre de Belgrade pour les droits de l'homme - une organisation qui s'oppose au gouvernement de Slobodan Milošević. Ancien élève, puis professeur à la Faculté de droit de l'université de Belgrade, il a été licencié de son poste en 1998, et a continué à s'opposer à l'implication de la Serbie dans les différents conflits dans la région. Il a servi comme juge ad hoc à la Cour internationale de justice de 2001 à 2003, et a été réintégré en tant que professeur émérite de droit en 2005.

## Source
- (en) Cet article est partiellement ou en totalité issu de l’article de Wikipédia en anglais intitulé « Vojin Dimitrijević » (voir la liste des auteurs).